# 232

232(이백삼십이)는 231보다 크고 233보다 작은 자연수다.

## 수학
- 합성수로, 그 약수는 1, 2, 4, 8, 29, 58, 116, 232이다. 진약수의 합은 218이므로, 232는 부족수다.
- 8번째 십각수다. 앞의 십각수는 175, 다음은 297이다.
- 11번째 케이크 수다. 앞의 케이크 수는 176, 다음은 299다.
- 회문수다.
- {\displaystyle 232=6^{2}+14^{2}}
  - 서로 다른 두 자연수의 제곱합으로 나타낼 수 있는 수다.
- {\displaystyle 57^{2}-1}은 232로 나누어떨어진다.

## 과학
- 우라늄-232(U-232): 우라늄의 방사성 동위 원소.
- NGC 232: 고래자리 방향에 있는 나선은하.
- 232 러시아(영어판): 소행성.

## 교통

### 철도
- 서울 지하철 2호선 구로디지털단지역의 역번호.
- 부산 도시철도 2호선 구명역의 역번호.
- 대구 도시철도 2호선 대구은행역의 역번호.

### 도로
- 고속도로 및 국도
  - 유럽 고속도로 232호선: 네덜란드 아메르스포르트에서 흐로닝언까지 이어지는 유럽 고속도로.
  - 일본 232번 국도(일본어판): 홋카이도 왓카나이시에서 루모이시까지 이어지는 일본의 국도.
- 기타 도로
  - 현도 제232호선

## 군사
- U-232(영어판, 독일어판): 제2차 세계 대전에 사용된 나치 독일의 군용 잠수함.

## 문화유산
- 대한민국의 국보 제232호: 이화 개국공신녹권
- 대한민국의 보물 제232호: 논산 관촉사 석등
- 대한민국의 사적 제232호: 남해 관음포 이충무공 유적

## 방송
- 지니 TV의 BBS 불교방송 채널 번호.
- LG헬로비전의 EBS 플러스 2 채널 번호.
- B tv 케이블의 영국 공영 방송인 BBC 뉴스 채널 번호.
- KT HCN의 동아TV 채널 번호.

## 스포츠
- 선동열은 87년 5월 16일 대 롯데전에서 연장 15회까지 가는 혈투끝에 투구수 232개를 기록한 바 있다.

## 기타
- 연도: 232년, 기원전 232년
- 대한민국은 232개의 시군구(인구 50만 이상의 도시에 부속된 일반구 제외)로 구성되어 있다.
- 대한민국의 만화가 232